# Homoiostelea
Los homoiostéleos (Homoiostelea) son una clase extinta de equinodermos homalozoos que vivieron del Cámbrico Medio al Devónico Inferior.

## Características
Poseen una teca aplanada fuertemente asimétrica compuesta por placas similares entre sí. Su característica exclusiva es la presencia de dos apéndices dispuestos uno en cada extremo de la teca. Uno es el aulacóforo típico de la mayoría de homalozoos, dividido en las regiones proximal, media y distal. El otro es exclusivo de los homoiostéleos; es corto y está situado en la parte anterior, y posee un surco en su cara inferior interpretado como una estructura alimenticia con un ambulacro en su interior.

## Taxonomía
Los homoiostéleos incluyen solo un orden, los solutos (Soluta) y 15 géneros:
Clase Homoiostelea
Orden Soluta
Belemnocystites
Castericystis
Coleicarpus
Dalejocystis
Dehmicystis
Dendrocystites
Dendrocystoides
Girvanicystis
Heckericystis
Iowacystis
Minervaecystis
Myeinocystites
Rutroclypeus
Scalenocystites
Syringocrinus